# Bhil
Bhil ou Bheel é um grupo étnico do oeste da Índia . Falam as línguas Bhil, um subgrupo da Zona Ocidental das línguas indo-arianas .  Bhils são membros de um grupo tribal fora do sistema de castas.
Os Bhils são listados como povos tribais nos estados de Gujarat, Madhya Pradesh, Chhattisgarh, Maharashtra e Rajastão — todos nas regiões ocidentais do Decão e na Índia central — bem como em Bengala e Tripura, no extremo leste da Índia, na fronteira com Bangladesh . Os Bhils são divididos numa série de divisões territoriais endogâmicas, que por sua vez possuem vários clãs e linhagens. Muitos Bhils agora falam a língua posterior dominante da região em que residem, como Marathi, Gujarati, Bengali ou um dialeto da língua Bhili .
Quase todos os Bhil dedicam-se à agricultura, alguns usando o método de corte e queima ( jhum ), mas a maioria emprega o arado. Os Bhil das terras altas geralmente vivem em casas espalhadas feitas de pau-a-pique e palha.

## Etimologia
Alguns estudiosos sugerem que o termo Bhil é derivado da palavra billa ou billu que significa arco no léxico dravidiano . O termo Bhil é usado para se referir a "várias comunidades étnicas" que vivem nas florestas e colinas do sul do Rajastão e nas regiões vizinhas do oeste da Índia, e destacam-se pela "popularidade do arco e flecha como arma entre esses grupos". Também é usado como um termo genérico para se referir aos povos autóctones dessas áreas. 

## História
De acordo com John Samuel, conforme os registos lendários e históricos, as tribos Bhil controlaram grande parte de Gujarat do século XI ao XV, antes que os Rajputs conquistassem os territórios desses habitantes locais. 

### Rebelião contra Mughal
Rana punja era neto do chefe Bhil Harpal Bhil de Oghna Panarawa.  Era o rei de Merpur e apoiou Maharana Pratap contra Akbar.

### Rebelião de Bhil
Os governantes dos estados principescos de Idar, Rajpipla, Mándvi Bánsda e Dharampur, no sul de Gujarat, eram Bhils. 
Os Bhils do que hoje é o estado de Gujarat rebelaram-se em várias ocasiões durante a era colonial britânica, nomeadamente em 1846, 1857-58 e 1868. 
Juntamente com uma série de outros grupos sociais indianos, os Bhils foram designados como uma tribo criminosa pelo governo colonial britânico sob a Lei das Tribos Criminosas de 1871, o que significava que um Bhil poderia ser "capturado, torturado, mutilado ou mesmo morto aleatoriamente" por as autoridades coloniais. Susan Abraham observa que muitas das tribos caracterizadas como criminosas nos termos da Lei já ter-se-iam rebelado contra a Companhia das Índias Orientais e participado na Rebelião Indiana de 1857 . Afirma que o governo colonial britânico legislou a Lei em 1871, na sequência da propensão para a rebelião destas tribos autóctones. 